# 狭缩毛蕨
狭缩毛蕨（学名：Cyclosorus contractus）为金星蕨科毛蕨属下的一个种。